# Avon (Pennsilvània)
Avon és una concentració de població designada pel cens dels Estats Units a l'estat de Pennsilvània. Segons el cens del 2000 tenia 2.856 habitants.

## Demografia
Segons el cens del 2000, Avon tenia 2.856 habitants, 854 habitatges, i 615 famílies. La densitat de població era de 684,9 habitants per quilòmetre quadrat.
Dels 854 habitatges en un 33% hi vivien nens de menys de 18 anys, en un 59,8% hi vivien parelles casades, en un 8,8% dones solteres, i en un 27,9% no eren unitats familiars. En el 24,4% dels habitatges hi vivien persones soles l'11,5% de les quals corresponia a persones de 65 anys o més que vivien soles. El nombre mitjà de persones vivint en cada habitatge era de 2,57 i el nombre mitjà de persones que vivien en cada família era de 3,04.
Per edats la població es repartia de la següent manera: un 18,7% tenia menys de 18 anys, un 9,3% entre 18 i 24, un 29,7% entre 25 i 44, un 20,6% de 45 a 60 i un 21,7% 65 anys o més.
L'edat mediana era de 40 anys. Per cada 100 dones de 18 o més anys hi havia 92,9 homes.
La renda mediana per habitatge era de 39.872 $ i la renda mediana per família de 42.358 $. Els homes tenien una renda mediana de 33.393 $ mentre que les dones 27.717 $. La renda per capita de la població era de 15.901 $. Entorn del 3,6% de les famílies i el 6,2% de la població estaven per davall del llindar de pobresa.

## Poblacions més properes
El següent diagrama mostra les poblacions més properes.